# لحظات دلپذیر
لحظات دلپذیر (انگلیسی: Pleasant Moments) یک فیلم درام به کارگردانی ویه‌را خیتیلووا است که در سال ۲۰۰۶ منتشر شد. از بازیگران آن می‌توان به بولک پولیوکا، یانا کرائوسووا، باربورا هرزانووا، زورا روسیپالووا، آنا پولیوکووا و زوزانا ویودووا اشاره کرد. این فیلم برندهٔ شیر چک بهترین تدوین شد.